# Друкер Олександр Аркадійович
Олекса́ндр Арка́дійович Друкер (нар. 5 червня 1982, Київ) — український музикант, один з учасників гурту СКАЙ.

## Життєпис
Народився 1982 року в Києві. У віці 7 років знявся в фільмі у другорядній ролі, заробивши свої перші гроші. 1995 року закінчив музичну школу за напрямом скрипки. У школи почав грати на бас-гітарі, захоплювався музикою Queen та Майкла Джексона. У 9 класі захопився важкою музикою і зібрав аматорський гурт, що грав trash metal.
Згодом Олександр навчався в музичному училищі за класом бас-гітари, грав у багатьох колективах у різному стилі: від джазу до поп-музики. Здобув другу освіту — звукорежисер на студії звукозапису. Вчився у Київському інституті ім. Глієра. Працював з багатьма музикантами.

### СКАЙ
У гурті СКАЙ грає з листопада 2014 року. Разом з музикантами виступав у Таїланді, Франції, Австрії, США, Великій Британії, Ірландії, Канаді, Іспанії.
Найбільш незвичний виступ Друкер з гуртом провів у Попасній, в зоні проведення АТО, поблизу передової. Тоді музиканти грали концерт для бійців ЗСУ в місцевому будинку культури, дах якого був пробитий снарядом.

## Сім'я
- Мати — Елла Михайлівна
- Батько — Аркадій Ілліч, інженер-конструктор
- Дружина — Друкер Альона Василівна
- Донька — Маріанна (нар. 22 серпня 2016 року)